# 教会ソナタ
教会ソナタ（きょうかいソナタ、イタリア語: sonata da chiesa ソナタ・ダ・キエーザ）とは、17世紀から18世紀にかけてのソナタの分類で、舞曲を中心とした室内ソナタ（ソナタ・ダ・カメラ）に対してより真面目な内容のものをいう。
名称から誤解されやすいが、教会ソナタといっても教会で演奏されるために作曲されたものではないし、逆に教会ソナタと呼ばれない作品も教会で演奏されることがあった。また、17世紀末まで「教会ソナタ」という語が使われることはめったになく、普通は単に「ソナタ」と呼ばれていた。

## 概要
17世紀のカトリック教会ではミサのグラドゥアーレやコンムニオ、晩課のアンティフォナなどのかわりにソナタが演奏されることがあった。
教会での演奏に向かない世俗的な舞曲集が「室内ソナタ」と呼ばれたのに対し、そうでないソナタを（当時そう呼ばれることは少なかったにもかかわらず）便宜上「教会ソナタ」と称する。教会ソナタは室内ソナタよりまじめな音楽で、フーガや対位法的な音楽が多く使われた。舞曲を含むこともあったが少なめだった。
教会で演奏されるかどうかにかかわらず、通奏低音としてはオルガンが使われるのがもっとも普通であり、それと独立した旋律的な低音楽器のパートが存在した。これに対して室内ソナタでは伴奏なしか、あるいはチェンバロまたはヴィオローネのような1楽器のみが使われた。
当初ソナタの形式は多様だったが、アルカンジェロ・コレッリが教会ソナタに緩-急-緩-急の4楽章形式を採用するようになり、これが他の作曲家にも模倣されて、1700年以降に標準化された。ただしコレッリ本人は「教会ソナタ」という語を使っておらず、演奏会で演奏するために書かれたと考えられている。コレッリはまた室内ソナタの舞曲の配列順序についても標準を提供した。
有名なものにコレッリの作品1と作品3のトリオ・ソナタ、および作品5のヴァイオリン・ソナタの前半6曲があるが、このうち緩-急-緩-急の4楽章形式のものは約半分である。第1楽章は遅い導入曲、第2楽章は快速なフーガ、第3楽章は叙情的な緩徐楽章、第4楽章は模倣的（対位法的）な快速な楽章になる。ただし作品5では1楽章追加されて5楽章になっている。
後世、この緩-急-緩-急の楽章配列を指して「教会ソナタ的」と呼ぶことが多い。
しかし、教会ソナタの中に舞曲がはいりこんだり、フーガが二部形式に置きかえられるなどして、教会ソナタと室内ソナタの区別はすでにコレッリの生前に消滅しつつあった。
古典派の時代には、交響曲などの作品の構成において影響が残された。ヴォルフガング・アマデウス・モーツァルトは、1772年から1780年にかけてザルツブルクの大司教のために17曲の教会ソナタを作曲した。後世に名を遺す作品としては事実上本作が最後となり、18世末以降教会ソナタは姿を消した。